# Самбатіон
Самбатіон — легендарна річка, за яку в VIII столітті до н. е. ассирійський король Салманасар V вислав у вигнання десять колін Ізраїльських. За легендою, річка являє собою бурхливий кам'яний потік, який зупиняє свій плин лише щосуботи — день, коли євреям недозволено подорожувати.
У романі Умберто Еко «Бавдоліно», персонажі переправляються через річку Самбатіон, але замість десятьох втрачених колін Ізраїльських знаходять там легендарне християнське королівство Пресвітера Йоана.